# 宣恩県
宣恩県（せんおん-けん）は中華人民共和国湖北省恩施トゥチャ族ミャオ族自治州に位置する県。

## 行政区画
- 鎮:珠山鎮、椒園鎮、沙道溝鎮、李家河鎮、高羅鎮
- 郷:万寨郷、椿木営郷
- 民族郷:長潭河トン族郷、暁関トン族郷